# Раутъярви
Раутъярви (фин. Rautjärvi) — община в провинции Южная Карелия, губерния Южная Финляндия, Финляндия. Общая площадь территории — 401,89 км², из которых 50,25 км² — вода.

## Демография
На 31 января 2011 года в общине Раутъярви проживало 3934 человека: 1983 мужчины и 1951 женщина.
Финский язык является родным для 98,6 % жителей, шведский — для 0,05 %. Прочие языки являются родными для 1,35 % жителей общины.
Возрастной состав населения:
- до 14 — 11,92 %
- от 15 до 64 лет — 60,04 %
- от 65 лет — 28,11 %

Изменение численности населения по годам:
| Год  | Численность |
| ---- | ----------- |
| 1980 | 5982        |
| 1990 | 5413        |
| 2000 | 4619        |
| 2010 | 3937        |
| 2011 | 3934        |

## Известные уроженцы
- Пилтти, Леа (1904—1982) — финская оперная певица (сопрано), музыкальный педагог. Лауреат высшей государственной награды Финляндии для деятелей искусств Pro Finlandia (1956).
- Хяюхя, Симо (1905-2002) - финский снайпер. Считается  одним из самых результативных снайперов в мировой истории. По различным данным, он ликвидировал 505-542 солдат противника.